# Эспадас, Гути
Гути Эспадас (англ. Guty Espadas; род. 20 декабря 1954) — мексиканский боксёр-профессионал выступавший в наилегчайшей и второй наилегчайшей весовых категориях. Чемпион мира по версии WBA (1976 — 1978) в наилегчайшем весе и претендент на титулы чемпиона по версии WBC в наилегчайшей (1979) и втором наилегчайшей (1984) весовых категориях.

## Карьера
Гути Эспандес дебютировал на профессиональном ринге 29 января 1971 года победив по очкам РаЭга Луну (0-0). В 26 поединке потерпел, который состоялся 5 октября 1974 первое поражение раздельным судейским решением, проиграв  доминиканцу Паблито Джименензу (4-3), до этого поединка в активе у Эспандеса была 21 победа (14 досрочно) и 4 ничьих. В своем следующем поединке также потерпел поражение, проиграв по очкам Альберто Моралесу (20-7-2).
2 октября 1976 года техническим нокаутом непобеждённого панамца Альфонсо Лопеса (25-0) и завоевал титул чемпиона мира в наилегчайшем весе по версии WBA. Провёл  4 успешные защиты титула: 1 января 1977 года нокаутировал японца Джиро Такаду (29-7-2), 30 апреля 1977 года вновь победил техническим нокаутом Альфонсо Лопеса (26-1), 11 ноября 1977 года нокаутировал аргентинца Алекса Гвидо (5-4) и 2 января 1978 года победил техническим нокаутом японца Кимио Фуресаву (24-7-5). 12 августа 1978 года проиграл решением большинства судей венесуэльцу Бентулио Гонсалесу и утратил чемпионский титул.
16 декабря 1979 года в поединке за титул чемпиона мира в наилегчайшем весе по версии WBC проиграл техническим нокаутом южнокорейскому спортсмену Пак Чхан Хи (11-0-2). 29 марта 1984 года проиграл тайскому боксёру Паяо Поонтарату (9-1) в поединке за титул чемпиона мира в наилегчайшем весе по версии WBC. После поражения от Поонтарата завершил спортивную карьеру.